# آبشار میل
آبشار میل (به انگلیسی: Mill Falls) آبشاری است که در همیلتون (انتاریو)، کانادا واقع شده و ارتفاع کلی ریزشگاه آن ۷ متر (۲۳ فوت) است.